# Dialytellus humeralis
Dialytellus humeralis är en skalbaggsart som beskrevs av Leconte 1878. Dialytellus humeralis ingår i släktet Dialytellus och familjen Aphodiidae. Inga underarter finns listade i Catalogue of Life.